# Boga (bevanda)
Boga (in Arabo tunisino:  بوڨا ) è una bevanda analcolica gassata (soft drink) prodotta in Tunisia.
Il suo nome deriva dalla contrazione del termine francese boisson gazeuse (bevanda gassata).

## Varianti
La Boga viene venduta in varie varianti:
- Boga Lim, bianca, dal sapore dolce e vagamente di limone.
- Boga Light, versione senza zuccheri della Lim.
- Boga Menthe, simile alla Boga Lim con aggiunta di sciroppo alla menta.
- Boga Cidre, ispirata alla root beer, è di colore bruno e al sapore di sidro di carrube.